# 라쿠고 천녀 오유이
《라쿠고 천녀 오유이》(일본어: 落語天女おゆい/らくごてんにょおゆい)는 2006년 1월에서 3월까지 방송된 애니메이션이다. 가쓰카 우타와카작품이다. 현대에 사는 소녀들이 에도 시대로 가서 천녀가 되어 요마·요괴와 싸운다는 이야기가 구성되었다. 전12화로 구성되어 있다.

## 줄거리
니혼바시 학원에 다니는 츠키시마 유키는 라쿠고를 좋아하는 소녀이다. 원래는 고등학교를 졸업해서 카츠라 우타마루 선생님의 제자로 입문하려고 매일 노력하고 있었다. 한편, 정반대의 세계인 에도 시대에서는 코츠카하라 우쿄가 소환한 요마가 날뛰어서 사람들을 괴롭히고 있었다. 요마와 6명의 천녀와의 싸움에서 6명의 천녀들은 점점 지쳐갔다. 산유테이는 결국 절망할 무렵에, 천녀의 몸에서 보석이 빠져나갔다. 그 보석은 시공을 뛰어넘어, 현대에 도착하게 되었다. 결국 그 보석은 유이, 미야비, 타에, 스즈, 료, 아키라 등은 그 보석에 의해 천녀로 소환되었다. 그들은 결국 산유테이 엔쵸, 히라가 겐나이, 하지카타 토지조와 함께 요마와 싸우게 되는데...

## 캐스트
- 츠키시마 유이(月島唯, 성우: 고토 사오리)

코토다마를 써서 적을 공격하는 코토다마(言靈) 천녀.
- 아스카야마 미야비(飛鳥山雅, 성우: 고지마 사치코)

코토다마를 써서 적을 공격하는 코토다마(言靈) 천녀.
- 야나카 타에(谷中妙, 성우: 사와시로 미유키)

곡예로 변화무쌍한 공격을 하는 카구라(神樂) 천녀.
- 코이사카와 스즈(小石川鈴, 성우: 시미즈 아이)

결계를 쳐서 천녀들을 지휘하는 케이랴쿠(計略).
- 센고쿠 료(千石涼, 성우: 코바야시 유우)

검을 써서 적을 베는 켄카쿠(劍客) 천녀.
- 나이토 아키라(内藤晶, 성우: 노다 준코)

카라쿠리를 들고 후방지원을 하는 카라쿠리([絡繰り) 천녀.
- 산유테이 산초(三遊亭圓朝, 성우: 호리우치 켄유)
- 히라가 겐나이(平賀源内, 성우: 데라소마 마사키)
- 코츠카하라 우쿄(小塚原左京, 성우: 이시다 아키라)
- 코츠카하라 시쿄(小塚原右京, 성우: 마도노 미츠아키)
- 폰타(ポン太, 성우: 고지마 메구미)
- 오긴(お銀, 성우: 토미자와 미치에)
- 카츠라 우타마루(桂歌丸, 성우: 가쓰라 우타마루ja:桂歌丸)
- 산유테이 코유자(三遊亭小遊三, 성우: 산유테이 고유자ja:三遊亭小遊三)
- 오히사
- 오세츠
- 오사키
- 오나츠